# Sandy Goss
Donald Alexander „Sandy“ Goss (* 2. Oktober 1966 in Amherst, Nova Scotia) ist ein ehemaliger kanadischer Schwimmer. Er gewann mit der kanadischen Lagenstaffel zwei olympische Silbermedaillen.

## Karriere
Der 1,93 m große Sandy Goss vom North York Athletic Club in Toronto gehörte ab 1983 zur kanadischen Nationalmannschaft. Bei den Olympischen Spielen 1984 in Los Angeles belegte Goss den siebten Platz über 100 Meter Rücken. Die kanadische Lagenstaffel mit Mike West, Victor Davis, Tom Ponting und Sandy Goss belegte den zweiten Platz hinter der US-Staffel. Die Kanadier hatten im Ziel 0,02 Sekunden Vorsprung vor den drittplatzierten Australiern. Goss schwamm auch in beiden Freistilstaffeln und erreichte mit diesen ebenfalls jeweils das Olympiafinale.
1985 gewann Goss bei den Pan Pacific Swimming Championships Silber mit beiden Freistilstaffeln und Bronze über 200 Meter Freistil. Im Jahr darauf bei den Commonwealth Games 1986 in Edinburgh erhielt er über 200 Meter Rücken und mit der Lagenstaffel Gold sowie Silber mit beiden Freistilstaffeln. Über 100 Meter Freistil schwamm er auf den vierten Platz. 1987 gewann Goss Silber bei den Pan Pacific Swimming Championships mit der Lagenstaffel. Bei den Olympischen Spielen 1988 in Seoul startete Goss in vier Disziplinen und erreichte in zwei Disziplinen den Endlauf. Mit der 4-mal-200-Meter-Freistilstaffel belegte er den achten Platz. Die Lagenstaffel mit Mark Tewksbury, Victor Davis, Tom Ponting und Sandy Goss gewann Silber hinter der US-Staffel. 1991 schwamm Goss noch einmal bei den Pan Pacific Swimming Championships, er gewann Silber mit der Lagenstaffel und Bronze mit der 4-mal-100-Meter-Freistilstaffel.
Von 1987 bis 1991 schwamm Goss für die University of Florida, 1991 schloss er dort sein Marketing-Studium ab. Später arbeitete er als Börsenmakler und Investmentberater. Seine Tochter Kennedy Goss gewann 2016 eine olympische Bronzemedaille.